# キム・ジナ
キム・ジナ（Kim Jin A 1996年8月20日- ）は北朝鮮出身の柔道家。階級は57 kg級。

## 人物
2011年のアジアユース44 kg級で優勝した。2013年のアジアユースゲームズとアジアユースでも52 kg級で優勝を果たした。2015年のアジアジュニアでは決勝で土井雅子に横四方固で敗れて2位だった。2017年の世界選手権57 kg級では2回戦でセルビアのジョバナ・ロジッチに反則負けした。2018年のアジア大会では準々決勝で世界チャンピオンであるモンゴルのドルジスレン・スミヤをGS含めて12分以上の戦いの末に内股で破るなどして決勝まで進むと、玉置桃との対戦では内股で技ありを先取するも背負投で逆転負けを喫して2位だった。世界選手権では2回戦でパナマのミリアム・ローパーに技ありで敗れた。世界団体では北朝鮮と韓国の合同チームの一員として、準決勝の日本戦で世界チャンピオンの芳田司と対戦するも後袈裟固で敗れたが、3位決定戦でドイツを破ってチームは3位になった。2019年のアジアパシフィック選手権では決勝で富沢佳奈にGSに入ってから反則勝ちして優勝した。続くグランプリ・フフホトでIJFワールド柔道ツアー初優勝を飾った。世界選手権には当初出場する予定だったが、結果的に取りやめた。グランドスラム・アブダビでも優勝した。ワールドマスターズでは2回戦で世界チャンピオンの出口クリスタを破るなどして決勝まで進むと、玉置をGSに入ってから技ありで破って優勝した。これで2019年に出場した国際大会では全て優勝することになった。
IJF世界ランキングは2008ポイント獲得で22位(19/5/20現在)。

## 主な戦績
- 2011年 - アジアユース 優勝(44 kg級)
- 2013年 - アジアユースゲームズ 優勝(52 kg級)
- 2013年 - アジアユース 優勝(52 kg級)
- 2015年 - アジアジュニア 2位(63 kg級)

57 kg級での戦績
- 2018年 - アジア大会 2位
- 2018年 - 世界団体 3位
- 2019年 - アジアパシフィック選手権 優勝
- 2019年 - グランプリ・フフホト 優勝
- 2019年 -　グランドスラム・アブダビ　優勝
- 2019年 -　ワールドマスターズ　優勝

(出典)。